# Gonomyia mesoneura
Gonomyia mesoneura là một loài ruồi trong họ Limoniidae. Chúng phân bố ở miền Australasia.